# Malambo (Atlántico)
Malambo ist eine Gemeinde (municipio) im Departamento Atlántico in Kolumbien. Malambo ist Teil der Metropolregion Barranquilla, der Metropolregion von Barranquilla.

## Geographie
Malambo liegt 12 Kilometer südlich von Barranquilla im Nordwesten von Atlántico am Río Magdalena. Die Jahresdurchschnittstemperatur beträgt 28 °C. An die Gemeinde grenzen im Norden Soledad, im Osten der Río Magdalena und Sitionuevo im Departamento del Magdalena, im Süden Sabanagrande und Polonuevo und im Westen Galapa und Baranoa.

## Bevölkerung
Die Gemeinde Malambo hat 143.781 Einwohner, von denen 134.166 im städtischen Teil (cabecera municipal) der Gemeinde leben. In der Metropolregion Barranquilla leben insgesamt 2.265.674 Menschen (Stand: 2022).

## Geschichte
Die Geschichte von Malambo geht zurück auf eine indigene Siedlung, die die Spanier bei ihrer Ankunft in der Region vorfanden, wobei sich der Name Malambo auf einen indigenen Kaziken sowie den Namen einer Baumart bezieht. Zu Beginn der Kolonialzeit befand sich in Malambo eine wichtige Encomienda. Malambo erhielt zunächst 1857 den Status einer Gemeinde, wurde aber 1885 zurückgestuft auf den Status eines corregimientos. Endgültig zur Gemeinde wurde Malambo 1912.

## Wirtschaft
Die wirtschaftliche Situation von Malambo ist stark geprägt von der Nähe zu Barranquilla. Deswegen hat sich dort in den letzten Jahren viel Industrie angesiedelt.